# 빙의 이야기
《빙의 이야기》(일본어: 憑物語 츠키모노가타리[*])는 일본의 소설가 니시오 이신이 고단샤를 통해 연재한 소설이다. 이야기 시리즈 파이널 시즌 중 첫번째 작품이며 주인공인 아라라기 코요미가 자신의 모습이 거울에 비치지 않는다는 것을 깨닫는 것으로 이야기가 시작된다. 일본에선 2012년 9월 28일에 발매되었다.

## 애니메이션
2014년 12월 31일에 4화 연속으로 방영되었다. 대한민국에서는 애니플러스에서 방송되었지만 앞부분의 목욕씬이 심의문제 때문에 짤려서 다른 애니메이션으로 대체되었다.

### 주제가
- 여는곡 〈オレンジミント〉 (오렌지 민트)
- 닫는곡 〈border〉

보컬 : ClariS

### Blu-ray / DVD
| 권수  | 원어 부제          | 번역 부제      | 수록화        | 발매일         | 코멘터리                         | 한정판 부속 CD                                 |
| ----- | ------------------ | -------------- | ------------- | -------------- | -------------------------------- | ---------------------------------------------- |
| 제1권 | よつぎドール（上） | 요츠기 돌 (上) | 제1화 - 제2화 | 2015년 2월 4일 | 오노노기 요츠기, 오시노 시노부   | 「오렌지 민트」＆빙의 이야기 극반음악집 그 1   |
| 제2권 | よつぎドール（下） | 요츠기 돌 (下) | 제3화 - 제4화 | 2015년 3월 4일 | 오노노기 요츠기, 아라라기 츠키히 | 아토가타리 완전판＆빙의 이야기 극반음악집 그 2 |